# Riu Sant Llorenç
El riu Sant Llorenç (en anglès Saint Lawrence River; en francès fleuve Saint-Laurent; en Tuscarora Kahnawáʼkye; en Llengua mohawk: Kaniatarowanenneh, que significa "gran riu navegable") és un dels rius més llargs d'Amèrica del Nord, amb 1.197 km des del llac Ontario, i 3.048 km des de la font més llunyana, el North River, Minnesota.
Procedent del llac Ontario recull les aigües dels Grans Llacs. En el seu primer tram fa de frontera natural entre els Estats Units i el Canadà, a l'Estat de Nova York i la província canadenca d'Ontario, per tot seguit endinsar-se al Quebec i desembocar al golf de Sant Llorenç, a l'oceà Atlàntic.

## Geografia
El riu Sant Llorenç s'origina a la desembocadura del llac Ontario, entre les viles de Kingston, a la riba nord, i Cape Vincent, al sud. A partir d'aquí, passa per Gananoque, Brockville, Morrisburg, Ogdensburg, Massena, Cornwall, Mont-real, Trois-Rivières i Quebec abans de desembocar al golf de Sant Llorenç, en un dels estuaris més grans del món.
El riu fa 3.058 quilòmetres des de la font més llunyana i 1.197 si es té en compte la sortida del llac Ontario. La font més llunyana es troba al North River, Minnesota. La seva conca hidrogràfica, en la qual s'inclou els Grans Llacs i, per tant, el major sistema de llacs d'aigua dolça, té una superfície d'1.344.200 km², dels quals 839.200 km² es troben al Canadà i 505.000 km² als Estats Units. La conca abasta parts de les províncies canadenques d'Ontario i Quebec i dels estats d'Illinois, Indiana, Michigan, Minnesota, Nova York, Ohio, Pennsilvània, Vermont i Wisconsin.

### Principals afluents
Els principals afluents són: Ottawa, Saint-Maurice, Richelieu, Saint-François, Chaudière, Saguenay, Manicouagan i Outardes, entre d'altres.

### Cabal
El cabal mitjà per sota el riu Saguenay és de 16.800 m³/s, a la ciutat de Quebec és de 12.101 m³/s, mentre que a la capçalera, al llac Ontario, és 7.410 m³/s.
Cabal mitjà mensual a l'estació hidrològica d'Ogdensburg, Nova York
 (en m³/s i calculat entre 1860-1972)

## Història
Tot i que diversos mariners europeus, com ara John Cabot i Alonso Sánchez durant el segle xv i els vikings mig miler d'anys abans, van explorar el golf de Sant Llorenç; el primer europeu que se sap va navegar pel riu Sant Llorenç fou Jacques Cartier, durant el seu segon viatge a Canadà el 1535, amb l'ajuda dels dos fills del cap iroquès Donnacona. Va arribar a l'estuari el dia de Sant Llorenç, per la qual cosa Cartier va decidir batejar l'indret com a Golf de Sant Llorenç. Les terres al voltant del riu estaven habitades per aquell temps pels Iroquesos del Sant Llorenç. El riu Sant Llorenç forma part dels Estats Units, sent el sisè topònim europeu més antic que es conserva.

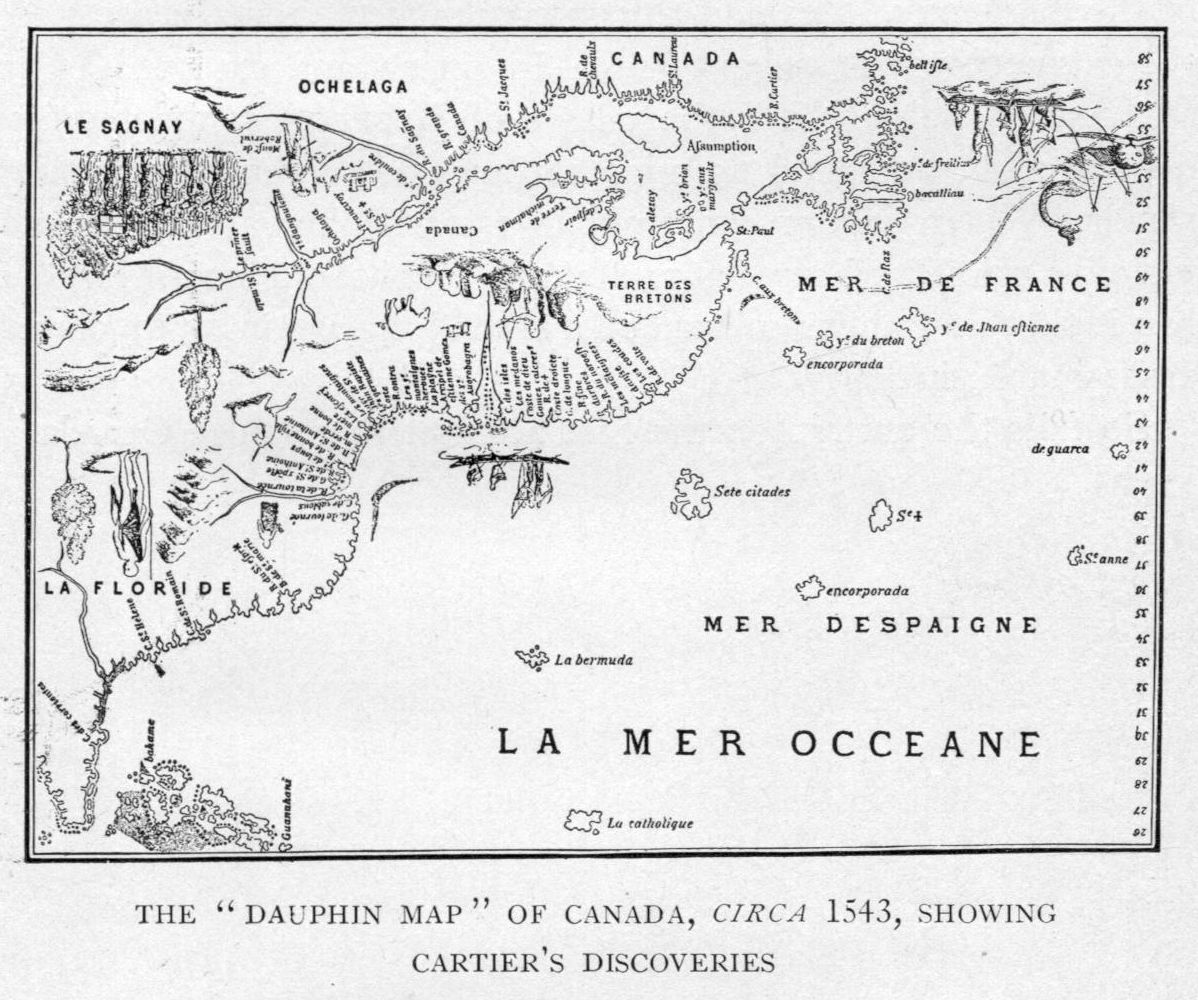
Mapa de 1543 mostrant els descobriments de Cartier.

Fins a primers del segle xvii els francesos van utilitzar el nom Rivière du Canada per designar el riu Sant Llorenç aigües amunt de Mont-real i el de riu d'Ottawa a partir d'aquell punt. El Sant Llorenç va servir com a principal via per a l'exploració europea de l'interior d'Amèrica del Nord, iniciada per l'explorador francès Samuel de Champlain.
El control del riu era primordial per a l'estratègia britànica per capturar Nova França durant la Guerra dels Set Anys. Després d'haver capturat Louisbourg el 1758, els angleses navegaren riu amunt fins a Quebec l'any següent gràcies a les cartes elaborades per James Cook. Les tropes britàniques foren transportats a través del Sant Llorenç per atacar la ciutat des de l'oest, la qual cosa feren amb èxit en la batalla de les Planes d'Abraham.
Degut als ràpids, quasi intransitables anomenats Ràpids de Lachine, el Sant Llorenç era navegable de manera contínua sols fins a Mont-real. El canal de Lachine, inaugurat el 1825, fou el primer que va permetre als vaixells passar aquests ràpids. Un ampli sistema de canals i rescloses, conegut com la via marítima del Sant Llorenç (Saint Lawrence Seaway), fou inaugurada oficialment el 26 de juny de 1959 per la reina Isabel II (en representació del Canadà), i el president Dwight D. Eisenhower (en representació dels Estats Units) i que permet el pas de grans vaixells fins al llac Superior.
Durant la Segona Guerra Mundial, la batalla del Sant Llorenç involucrà un nombre d'accions de submarins i anti-submarins pel curs baix del riu i tot el golf de Sant Llorenç, l'estret de Belle Isle i l'estret de Cabot, de maig a octubre de 1942, el setembre de 1943 i novament l'octubre i novembre de 1944. Durant aquell temps submarins alemanys van enfonsar tres vaixells de guerra canadencs i un gran nombre de vaixells mercants.